# Marea Ducesă Anastasia Mihailovna a Rusiei
Marea Ducesă Anastasia Mihailovna a Rusiei (rusă Анастасия Михайловна; 28 iulie 1860 – 11 martie 1922), a fost singura fiică din șapte copii ai Marele Duce Mihail Nicolaievici al Rusiei, care era fiu al Țarului Nicolae I al Rusiei. S-a căsătorit cu Frederic Francisc al III-lea, Mare Duce de Mecklenburg-Schwerin.
Este străbunica paternă a actualului suveran al Danemarcei, regina Margareta a II-a a Danemarcei.

## Mare Ducesă a Rusiei

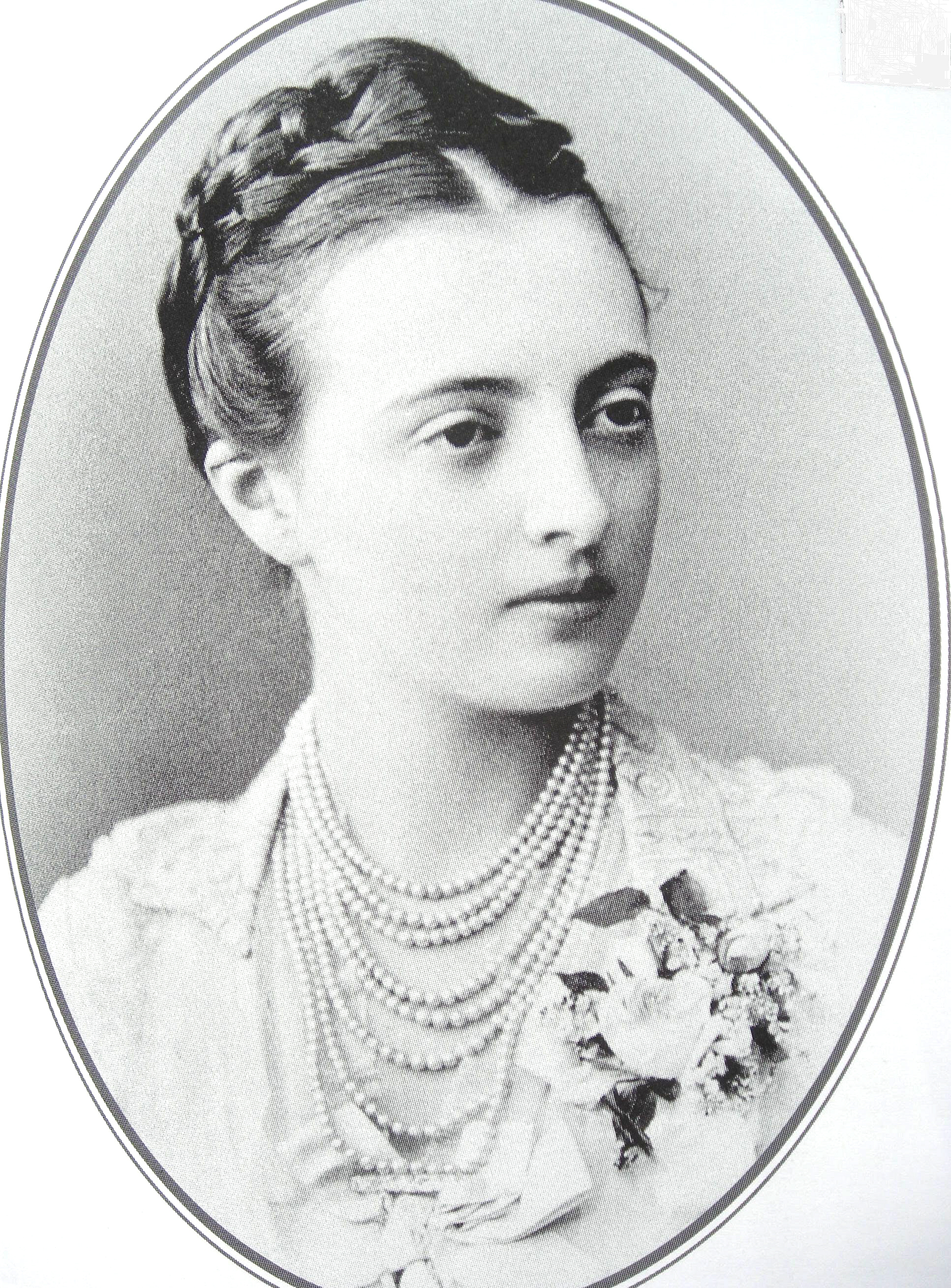
Marea Ducesă Anastasia Mihailovna

Marea Ducesă Anastasia Mihailovna s-a născut la Palatul Peterhof la 28 iulie 1860, al doilea din cei șapte copii ai Marelui Duce Mihail Nicolaievici și a soției lui Marea Ducesă Olga Feodorovna (născută Prințesa Cecilie de Baden). Avea numai doi ani când tatăl ei a fost numit vicerege al Caucazului iar familia s-a mutat în Georgia.

Anastasia Mihailovna a crescut în palatul tatălui ei din Tiflis în atmosfera sălbatică din Caucaz. Familia mai avea o reședință de vară în apropiere de St.Petersburg și o reședință la Marea Neagră.
Numită în familie "Stassie", Anastasia Mihailovna era singura fiică din șapte copii. N-a fost numai copilul preferat al tatălui său ci și răsfățată de cei șase frați. Tatăl ei era ocupat cu activitățile militare și guvernamentale în timp ce mama ei arăta foarte puțină afecțiune copiilor ei și îi creștea cu o mână de fier.
În lipsa afecțiunii părinților, frații ei au găsit în Anastasia o sursă de dragoste și tandrețe. Ea a crescut separat de frații ei cea mai mare parte a timpului, fiind împreună doar duminica, când se plimbau împreună. În mod special era apropiată de fratele ei mai mare, Marele Duce Nicolae Mihailovici, cu care împărțea interesul față de artă.
În 1878, când Anastasia nu avea încă 18 ani, mama ei și Marea Ducesă Maria Pavlovna, soția Marelui Duce Vladimir Alexandrovici, au aranjat căsătoria Anastasiei cu fratele cel mare al Mariei, Friedrich Franz, Mare Duce Ereditar de Mecklenburg-Schwerin. El avea 27 de ani și era moștenitorul Marelui Ducat Mecklenburg-Schwerin din nordul Germaniei.
În primăvara anului 1878, Prințul Friedrich Franz a sosit la Tiflis pentru a-i cere mâna. Era bogat și cu inima bună însă cu o sănătate delicată, suferea de astm.
Căsătoria a avut loc la 24 ianuarie 1879 la Palatul de iarnă fiind condusă la altar de unchiul ei Țarul Alexandru al II-lea al Rusiei.

## Mare Ducesă de Mecklenburg-Schwerin

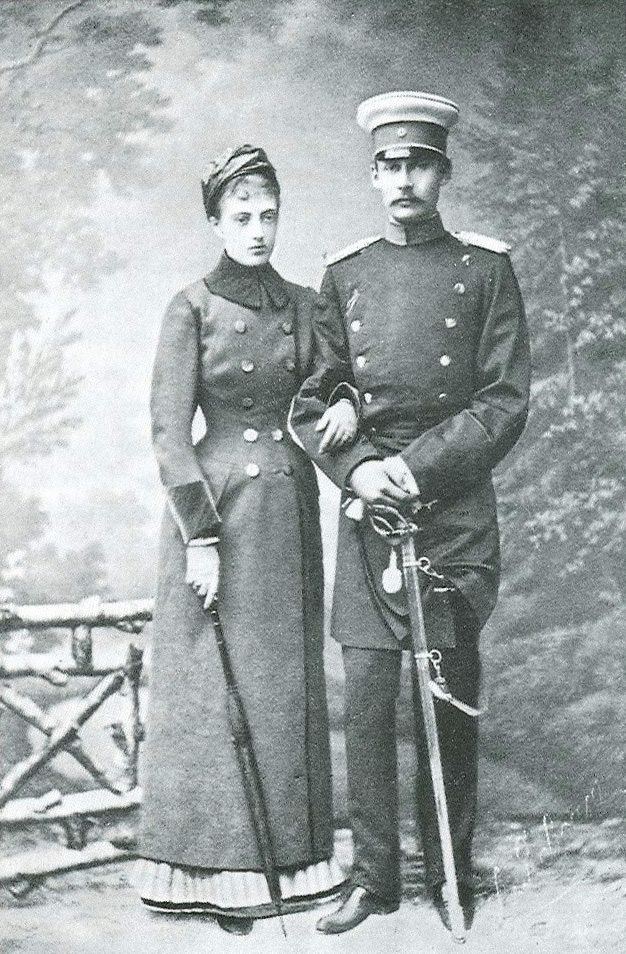
Fotografie de la logodna Marii Ducese Anastasia cu Friedrich Franz III de Mecklenburg-Schwerin, 1878

La 8 februarie 1879, Anastasia și Friedrich au ajuns la Schwerin. Tânărul cuplul s-a stabilit la Marienpalais însă Anastasiei nu i s-a permis să-și aranjeze apartamentele conform propriului gust.
Anastasiei îi era dor de casă, găsea prea stricte regulile de la curte și o atmosferă apăsătoare. Deși mama ei era germană, Anastasiei Mihailovna nu i-a plăcut niciodată țara de adopție.
Curând a rămas însărcinată cu primul copil, Alexandrine, care s-a născut în primul an al căsătoriei ei. Sănătatea soțului ei era scuza perfectă pentru a-și petrece cât mai puțin posibil în Schwerin. Călătorea frecvent, își vizita familia în Rusia și petrecea mult timp peste graniță, într-un climat cald potrivit sănătății soțului ei, în sudul Italiei sau Franței.
Locuiau la Palermo când s-a născut al doilea copil în 1882. Moartea socrului ei la 15 aprilie 1883 și accesiunea la tron a soțului ei i-a forțat să se întoarcă la Schwerin. La început i-a plăcut noua poziție de soție a Marelui Duce însă curând voia să se întoarcă în Italia și Franța. Populația din Mecklenburg-Schwerin nu voia ca suverana să trăiască în altă parte iar Anastasia era criticată. S-a ajuns la un compromis iar Marele Duce și soția lui locuiau la Schwerin cinci luni pe an, în restul anului puteau locui unde voiau ei cu condiția ca viitorii copii să fie născuți la Schwerin.
După ce fiica ei cea mică Cecile s-a născut în 1886, Anastasia s-a mutat la Cannes, unde își petreceau cea mai mare parte a timpului. Între anii 1887 și 1889, soțul ei a construit pentru ea vila Weden, un palat în stil italian situat pe partea laterală a unui munte care domină Cannes. Locuiau acolo în fiecare an, din noiembrie până în mai.
Anastasia și-a crescut copii cu simplitate și mult mai multă libertate decât fusese ea crescută; a păstrat o relație apropiată cu copiii ei. Vorbea franceza cu soțul ei și engleza cu copiii. Îi plăcea muzica italiană și în mod particular operele lui Puccini și teatrul.
La vârsta de 36 de ani a rămas văduvă. A avut o relație cu secretarul ei particular Vladimir Alexandrovitci Paltov cu care a rămas însărcinată. Fiul ei nelegitim, Alexis Ludovic de Wenden, s-a născut la Nice la 23 decembrie 1902. Numele de de Wenden a fost asigurat de regele Christian al IX-lea al Danemarcei după numele casei Anastasiei. Când mai târziu Alexis a fost trimis să studieze la o școală internat în Normandia, ea îi scria în fiecare zi.
Marea Ducesă Anastasia era foarte nepopulară în Germania, din cauza simpatiei ei față de francezi. În special Kaiserul Wilhelm al II-lea al Germaniei o displăcea, iar când în iunie 1905 fiica cea mică a Anastasiei, Cecile, s-a căsătorit cu fiul cel mare al Kaiserului, Wilhelm, Prinț Moștenitor al Germaniei, Anastasiei i s-a permis să vină la curtea de la Berlin numai de două ori, prima dată la nuntă și a doua oară când s-a născut primul fiu al Cecilei. A fost avertizată să nu locuiască în apropierea fiicei ei.
Diplomatul Maurice Paléologue scria la 14 octombrie 1913, "Deși are cincizecișitrei de ani, trăiește deschis cu un escroc argentinian, dansează la Magic-City cu toți veniții până la două dimineața."

## Ultimii ani
În vara anului 1914, chiar înainte de izbucnirea Primului Război Mondial, Marea Ducesă Anastasia și-a vizitat fratele Marele Duce Mihail Mihailovici al Rusiei și familia lui în Anglia. Conflictul a pus-o într-o situație teribilă. Doi dintre copiii ei erau de partea Germaniei, în timp ce frații ei din Rusia luptau de partea Puterilor Centrale. Tehnic, o prințesă germană nu putea rămâne în Franța care era în război cu Germania și nici să se întoarcă la Schwerin, acum inamic al Rusiei ei natale. Anastasia a decis să se stabilească în neutra Elveție. 
Și-a petrecut ultimii ani la hotel Savoy din Lausanne, oferindu-și vila din Cannes drept spital pentru ofițerii răniți în război. Bolșevicii au omorât trei dintre frații Anastasiei, Marele Duce Nicolai Mihailovici, Marele Duce George Mihailovici și Marele Duce Serghei Mihailovici în timpul Revoluției Ruse. Căderea monarhiei Germaniei de după război a dus la pierderea coroanei pentru fiul ei în Schwerin și pentru fiica ei în Germania.
După război, Anastasia s-a întors în Franța și a trăit la vila Fantasia din Eze, în apropiere de Cannes. În prima săptămână din martie 1922, la scurt timp după ce fusese la petrecerea dată pentru nepotul ei Marele Duce Andrei Vladimirovici, s-a îmbolnăvit. A suferit un atac cerebral și a murit la 11 martie 1922 la vârsta de 61 de ani.

## Arbore genealogic
|  |                                                        |  |  |  |  |  |  |  |  |  |  |  |  |  |  |  |
|  | 16. Petru al III-lea al Rusiei                         |  |  |  |  |  |  |  |  |  |  |  |  |  |  |  |
|  |                                                        |  |  |  |  |  |  |  |  |  |  |  |  |  |  |  |
|  |                                                        |  |  |  |  |  |  |  |  |  |  |  |  |  |  |  |
|  | 8. Paul I al Rusiei                                    |  |  |  |  |  |  |  |  |  |  |  |  |  |  |  |
|  |                                                        |  |  |  |  |  |  |  |  |  |  |  |  |  |  |  |
|  |                                                        |  |  |  |  |  |  |  |  |  |  |  |  |  |  |  |
|  | 17. Ecaterina a II-a a Rusiei                          |  |  |  |  |  |  |  |  |  |  |  |  |  |  |  |
|  |                                                        |  |  |  |  |  |  |  |  |  |  |  |  |  |  |  |
|  |                                                        |  |  |  |  |  |  |  |  |  |  |  |  |  |  |  |
|  | 4. Nicolae I al Rusiei                                 |  |  |  |  |  |  |  |  |  |  |  |  |  |  |  |
|  |                                                        |  |  |  |  |  |  |  |  |  |  |  |  |  |  |  |
|  |                                                        |  |  |  |  |  |  |  |  |  |  |  |  |  |  |  |
|  | 18. Frederic al II-lea, Duce de Württemberg            |  |  |  |  |  |  |  |  |  |  |  |  |  |  |  |
|  |                                                        |  |  |  |  |  |  |  |  |  |  |  |  |  |  |  |
|  |                                                        |  |  |  |  |  |  |  |  |  |  |  |  |  |  |  |
|  | 9. Sophie Dorothea de Württemberg                      |  |  |  |  |  |  |  |  |  |  |  |  |  |  |  |
|  |                                                        |  |  |  |  |  |  |  |  |  |  |  |  |  |  |  |
|  |                                                        |  |  |  |  |  |  |  |  |  |  |  |  |  |  |  |
|  | 19. Friederike Dorothea de Brandenburg-Schwedt         |  |  |  |  |  |  |  |  |  |  |  |  |  |  |  |
|  |                                                        |  |  |  |  |  |  |  |  |  |  |  |  |  |  |  |
|  |                                                        |  |  |  |  |  |  |  |  |  |  |  |  |  |  |  |
|  | 2. Marele Duce Mihail Nicolaevici al Rusiei            |  |  |  |  |  |  |  |  |  |  |  |  |  |  |  |
|  |                                                        |  |  |  |  |  |  |  |  |  |  |  |  |  |  |  |
|  |                                                        |  |  |  |  |  |  |  |  |  |  |  |  |  |  |  |
|  | 20. Frederic Wilhelm al II-lea al Prusiei              |  |  |  |  |  |  |  |  |  |  |  |  |  |  |  |
|  |                                                        |  |  |  |  |  |  |  |  |  |  |  |  |  |  |  |
|  |                                                        |  |  |  |  |  |  |  |  |  |  |  |  |  |  |  |
|  | 10. Frederic Wilhelm al III-lea al Prusiei             |  |  |  |  |  |  |  |  |  |  |  |  |  |  |  |
|  |                                                        |  |  |  |  |  |  |  |  |  |  |  |  |  |  |  |
|  |                                                        |  |  |  |  |  |  |  |  |  |  |  |  |  |  |  |
|  | 21. Frederika Louisa de Hesse-Darmstadt                |  |  |  |  |  |  |  |  |  |  |  |  |  |  |  |
|  |                                                        |  |  |  |  |  |  |  |  |  |  |  |  |  |  |  |
|  |                                                        |  |  |  |  |  |  |  |  |  |  |  |  |  |  |  |
|  | 5. Charlotte a Prusiei                                 |  |  |  |  |  |  |  |  |  |  |  |  |  |  |  |
|  |                                                        |  |  |  |  |  |  |  |  |  |  |  |  |  |  |  |
|  |                                                        |  |  |  |  |  |  |  |  |  |  |  |  |  |  |  |
|  | 22. Carol al II-lea, Mare Duce de Mecklenburg-Strelitz |  |  |  |  |  |  |  |  |  |  |  |  |  |  |  |
|  |                                                        |  |  |  |  |  |  |  |  |  |  |  |  |  |  |  |
|  |                                                        |  |  |  |  |  |  |  |  |  |  |  |  |  |  |  |
|  | 11. Louise de Mecklenburg-Strelitz                     |  |  |  |  |  |  |  |  |  |  |  |  |  |  |  |
|  |                                                        |  |  |  |  |  |  |  |  |  |  |  |  |  |  |  |
|  |                                                        |  |  |  |  |  |  |  |  |  |  |  |  |  |  |  |
|  | 23. Friederike Caroline Luise de Hesse-Darmstadt       |  |  |  |  |  |  |  |  |  |  |  |  |  |  |  |
|  |                                                        |  |  |  |  |  |  |  |  |  |  |  |  |  |  |  |
|  |                                                        |  |  |  |  |  |  |  |  |  |  |  |  |  |  |  |
|  | 1. Marea Ducesă Anastasia Mihailovna a Rusiei          |  |  |  |  |  |  |  |  |  |  |  |  |  |  |  |
|  |                                                        |  |  |  |  |  |  |  |  |  |  |  |  |  |  |  |
|  |                                                        |  |  |  |  |  |  |  |  |  |  |  |  |  |  |  |
|  | 24. Friedrich, Prinț Ereditar de Baden                 |  |  |  |  |  |  |  |  |  |  |  |  |  |  |  |
|  |                                                        |  |  |  |  |  |  |  |  |  |  |  |  |  |  |  |
|  |                                                        |  |  |  |  |  |  |  |  |  |  |  |  |  |  |  |
|  | 12. Carol Frederic, Mare Duce de Baden                 |  |  |  |  |  |  |  |  |  |  |  |  |  |  |  |
|  |                                                        |  |  |  |  |  |  |  |  |  |  |  |  |  |  |  |
|  |                                                        |  |  |  |  |  |  |  |  |  |  |  |  |  |  |  |
|  | 25. Amelia de Nassau-Dietz                             |  |  |  |  |  |  |  |  |  |  |  |  |  |  |  |
|  |                                                        |  |  |  |  |  |  |  |  |  |  |  |  |  |  |  |
|  |                                                        |  |  |  |  |  |  |  |  |  |  |  |  |  |  |  |
|  | 6. Leopold, Mare Duce de Baden                         |  |  |  |  |  |  |  |  |  |  |  |  |  |  |  |
|  |                                                        |  |  |  |  |  |  |  |  |  |  |  |  |  |  |  |
|  |                                                        |  |  |  |  |  |  |  |  |  |  |  |  |  |  |  |
|  | 26. Ludwig Heinrich Philipp Geyer von Geyersberg       |  |  |  |  |  |  |  |  |  |  |  |  |  |  |  |
|  |                                                        |  |  |  |  |  |  |  |  |  |  |  |  |  |  |  |
|  |                                                        |  |  |  |  |  |  |  |  |  |  |  |  |  |  |  |
|  | 13. Luise Karoline Geyer von Geyersberg                |  |  |  |  |  |  |  |  |  |  |  |  |  |  |  |
|  |                                                        |  |  |  |  |  |  |  |  |  |  |  |  |  |  |  |
|  |                                                        |  |  |  |  |  |  |  |  |  |  |  |  |  |  |  |
|  | 27. Maximiliane Christiana von Sponeck                 |  |  |  |  |  |  |  |  |  |  |  |  |  |  |  |
|  |                                                        |  |  |  |  |  |  |  |  |  |  |  |  |  |  |  |
|  |                                                        |  |  |  |  |  |  |  |  |  |  |  |  |  |  |  |
|  | 3. Cecilie de Baden                                    |  |  |  |  |  |  |  |  |  |  |  |  |  |  |  |
|  |                                                        |  |  |  |  |  |  |  |  |  |  |  |  |  |  |  |
|  |                                                        |  |  |  |  |  |  |  |  |  |  |  |  |  |  |  |
|  | 28. Gustav al III-lea al Suediei                       |  |  |  |  |  |  |  |  |  |  |  |  |  |  |  |
|  |                                                        |  |  |  |  |  |  |  |  |  |  |  |  |  |  |  |
|  |                                                        |  |  |  |  |  |  |  |  |  |  |  |  |  |  |  |
|  | 14. Gustav al IV-lea Adolf al Suediei                  |  |  |  |  |  |  |  |  |  |  |  |  |  |  |  |
|  |                                                        |  |  |  |  |  |  |  |  |  |  |  |  |  |  |  |
|  |                                                        |  |  |  |  |  |  |  |  |  |  |  |  |  |  |  |
|  | 29. Sophia Magdalena a Danemarcei                      |  |  |  |  |  |  |  |  |  |  |  |  |  |  |  |
|  |                                                        |  |  |  |  |  |  |  |  |  |  |  |  |  |  |  |
|  |                                                        |  |  |  |  |  |  |  |  |  |  |  |  |  |  |  |
|  | 7. Sofia a Suediei                                     |  |  |  |  |  |  |  |  |  |  |  |  |  |  |  |
|  |                                                        |  |  |  |  |  |  |  |  |  |  |  |  |  |  |  |
|  |                                                        |  |  |  |  |  |  |  |  |  |  |  |  |  |  |  |
|  | 30. Carol Ludovic de Baden                             |  |  |  |  |  |  |  |  |  |  |  |  |  |  |  |
|  |                                                        |  |  |  |  |  |  |  |  |  |  |  |  |  |  |  |
|  |                                                        |  |  |  |  |  |  |  |  |  |  |  |  |  |  |  |
|  | 15. Frederica de Baden                                 |  |  |  |  |  |  |  |  |  |  |  |  |  |  |  |
|  |                                                        |  |  |  |  |  |  |  |  |  |  |  |  |  |  |  |
|  |                                                        |  |  |  |  |  |  |  |  |  |  |  |  |  |  |  |
|  | 31. Landgravine Amalia de Hesse-Darmstadt              |  |  |  |  |  |  |  |  |  |  |  |  |  |  |  |
|  |                                                        |  |  |  |  |  |  |  |  |  |  |  |  |  |  |  |
|  |                                                        |  |  |  |  |  |  |  |  |  |  |  |  |  |  |  |